# Guerra asimétrica

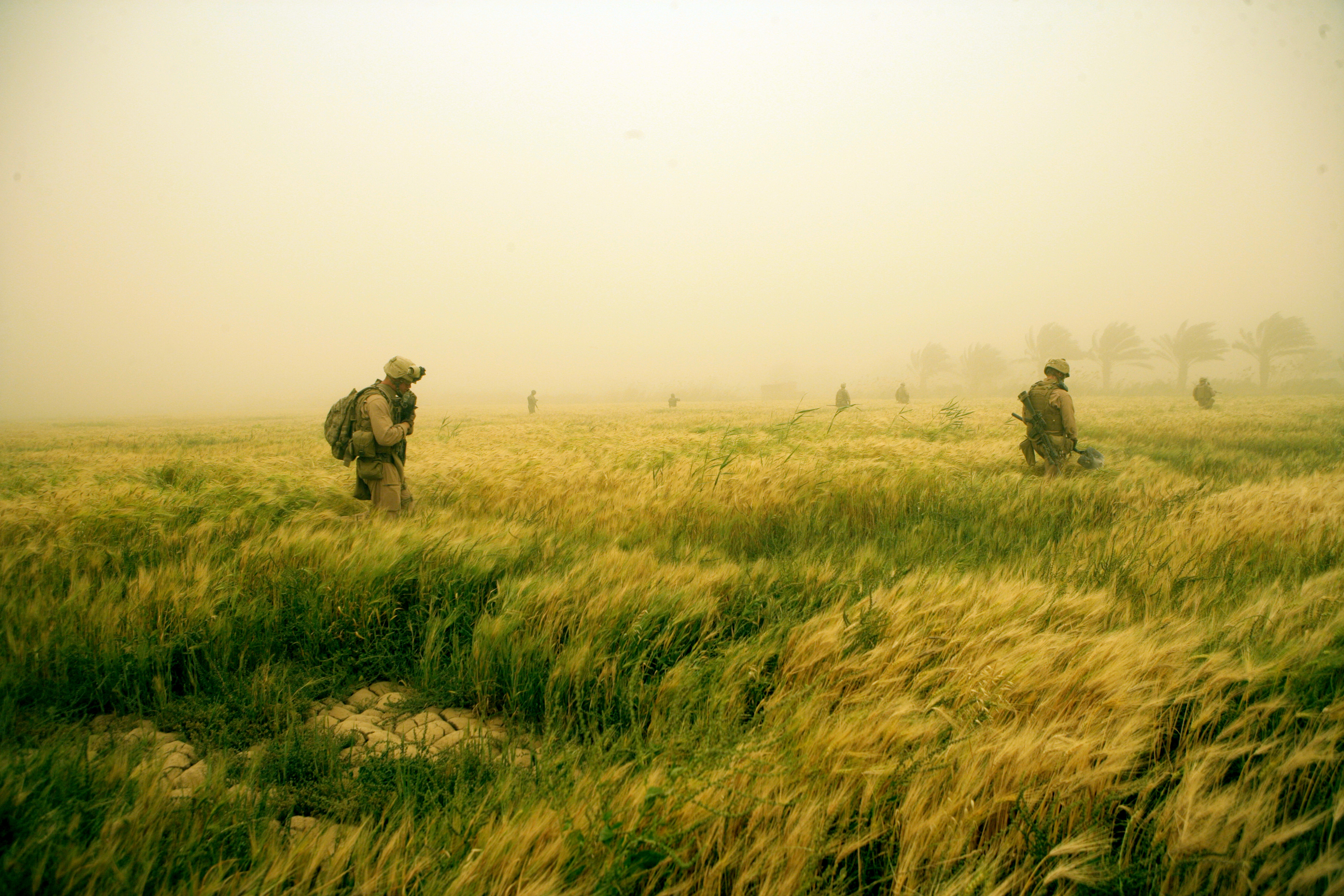
Batallón estadounidense en Irak. La guerra de Irak ha sido el ejemplo más claro de guerra asimétrica entre Estados Unidos y los insurgentes.

La guerra asimétrica es un conflicto violento en el que  se constata una abismal diferencia  cuantitativa y cualitativa entre los recursos  militares,  políticos y mediáticos de los contendientes comprometidos, y que por lo tanto obliga a los bandos a utilizar tácticas atípicas, que rebasan el manido marco  de la tradición militar recurrente. Entre estos medios se cuenta la guerra de guerrillas, la resistencia, toda clase de terrorismo, la contrainsurgencia, el terrorismo de Estado, la guerra sucia o la desobediencia civil.
En la guerra asimétrica no existe un frente determinado, ni acciones militares convencionales. Por el contrario, se basa en combinación de acciones políticas y militares, implicación de la población civil y otras operaciones similares.
El concepto fue acuñado por William Lind en 1986 junto con un grupo de oficiales del Cuerpo de Infantería de Marina de los EE. UU., dentro de lo que dio en llamarse la "Revolución en la Cuestión Militar". A pesar de ser reflejado y explorado en innumerables publicaciones dentro y fuera del ámbito militar, no ha terminado de plasmarse en la forma de conducir la guerra por parte de los propios EE. UU. Durante los últimos decenios un extenso número de autores ha explorado la idea.
Sirva como ejemplo el libro Guerra sin restricciones, escrito por los coroneles chinos Qiao Liang y Wang Xiangsui de febrero de 1999. Se trata de una obra teórica de profundo calado sobre las guerras asimétricas futuras a gran escala. De manera muy resumida, sus autores postulan la utilización de cualquier clase de lucha —sin tener en cuenta ninguna objeción ética— ante una potencia abrumadoramente superior en fuerza, tecnología o influencia diplomática.